# Joseph-Anne-Luc Falcombelle de Ponte d'Albaret
Joseph-Anne-Luc Falcombelle de Ponte d'Albaret   (Perpinyà, 18 d'octubre de 1736 - Torí, 20 de maig de 1800) fou un clergue que va ser l'últim bisbe de Sarlat, del 1777 al 1790.
Provenia d’una família noble d’origen piemontès establerta a França durant el regnat de Lluís XIV. Nascut a Perpinyà, va estudiar al Liceu Louis-le-Grand i al seminari de Saint-Sulpice. Doctor en teologia, esdevingué vicari general del bisbe de Châlons-sur-Marne. Fou nomenat bisbe de Sarlat el 1777; confirmat el 15 de desembre, fou consagrat el gener per Antoine-Éléonor-Léon Leclerc de Juigné, aleshores encara bisbe de Châlons.
No més que Emmanuel-Louis de Grossoles de Flamarens, el bisbe de Périgueux, no fou elegit diputat dels estats generals de 1789. La diòcesi de Sarlat, abolida per la constitució civil del clergat, no fou obligat a prestar jurament. i roman a la seva ciutat perquè va ser elegit alcalde de Sarlat i va estar durant un any i sis mesos (1790-1792). Es va retirar a París on es va veure obligat a demanar la protecció de Pierre Pontard, el bisbe constitucional del departament de Dordonya, que també era membre de l'Assemblea Legislativa. Després de Thermidor va tornar a Sarlat, però finalment es va veure obligat a emigrar. Es va retirar primer a Pignerol i després a Torí el 1796. Va ser allà on va morir el 20 de maig de 1800.